# Doratomyces asperulus
Doratomyces asperulus är en svampart som beskrevs av J.E. Wright & S. Marchand 1972. Doratomyces asperulus ingår i släktet Doratomyces och familjen Microascaceae.   Inga underarter finns listade i Catalogue of Life.